# II. Szelim oszmán szultán
II. Szelim (oszmán-török nyelven: سليم ثانى Selīm-i sānī; Isztambul, 1524. május 30. – Isztambul, 1574. december 12./15.) oszmán szultán és kalifa 1566-tól haláláig. I. Szulejmán és Hürrem fia. A szultáni cím megszerzéséért rengeteget harcolt testvérével, Bajazid herceggel, de apjuk nem Bajazidot támogatta, hanem őt, így foglalhatta el a trónt. Szelim uralkodása még sikeresnek mondható Szokoli Mehmed pasa nagyvezérnek köszönhetően; csak fia, III. Murád szultán idején kezdődött meg az Oszmán Birodalom több évszázados hanyatlása.

## Ifjúkora
Szelim 1524. május 28-án született I. Szulejmán szultán és Hürrem szultána harmadik gyermekeként és második fiaként. Nevét apai nagyapjáról, I. Szelim szultánról kapta. Eleinte nem ő volt a trónörökös, miután azonban idősebb féltestvérét, Musztafa herceget a szultán parancsára kivégezték, Mehmed nevű bátyja meghalt, öccse, Bajazid pedig Szulejmán és Szelim együttműködésének köszönhetően életét vesztette, Szelim lett az egyetlen, még élő herceg. 1544-ban apja kinevezte Konya szandzsákbégjévé, 1546-ban pedig Manisa szandzsák élére került, amelyet addig bátyja, Musztafa herceg vezetett. 1558-ig töltötte be ezt a pozíciót, majd újra Konya kormányzója lett 1562-ig. Majd apja I.Szulejmán szultán szigetvári hadjárat során meghalt. Így 1566-tól II. Szelim vette át a hatalmat az Oszmán Birodalomban haláláig.

## Trónra lépte és a drinápolyi béke
Szelim 1566. szeptember 7-én lépett a trónra, miután édesapja Szigetvár ostrománál elhunyt. Kevéssé érdekelték a hadjáratok és az államügyek, hajlandó volt főembereire bízni a kormányzást, ő pedig a mulatozásnak és részegeskedésnek élt. Az állam irányítása nagyrészt a boszniai származású Szokoli Mehmed nagyvezírre maradt. Az oszmán csapatok még bevették Szigetvárt és Gyulát, utána azonban Szelim megszüntette az apja által elkezdett nagy háborút Miksa magyar királlyal. Szokoli Mehmed 1568. február 17-én megkötötte a drinápolyi békét, melyben Miksa elismerte a korábbi évek török hódításait, emellett évi 30 000 arany fizetésére kötelezte magát („… évente 30 000 arany dukát tiszteletteljes ajándékkal …”).

## Oroszországi háborúskodás
Oroszországgal szemben Szelim kevesebb szerencsével járt: az Oszmán Birodalom és leendő északi nagy riválisának első találkozása már előrevetítette a későbbi katasztrófát. Az Orosz Birodalom az 1550-es években, a Kazanyi és az Asztrahányi Kánság elfoglalásával Kelet-Európa meghatározó hatalmává vált. Az Oszmán Birodalom nem csupán az oroszok visszaszorítását és a Krími Tatár Kánság megsegítését remélte egy északi hadjárattól, hanem a perzsa hadjáratok utánpótlási feltételeit is javítani akarta a volgai vízi út megszerzésével. Utóbbi érdekében a törökök Volga és a Don csatornával való összekötését tervezték. 1569 nyarán a törökök és a krími tatárok megostromolták Asztrahánt, mialatt az oszmán flotta Azovot támadta. Az asztraháni védősereg 15 000 emberrel Szerebrjanij-Obolenszkij vezetésével visszaverte az ostromlókat, míg az oszmán flottát egy vihar tette tönkre. 1570-ben Rettegett Iván követeinek Konstantinápolyban sikerült békét kötni a szultán és a cár között. Ennek ellenére a törökök és a krími tatárok újabb háborút indítottak a cár ellen, mely 1574-ben zárult le, méghozzá fiaskóval, ám annyira nem volt súlyos, mint az asztraháni vereség.
Szelim, akárcsak apja, szövetségi kapcsolatok kiépítésére törekedett a lengyelekkel az orosz cár, a Habsburg Birodalom, illetve az ingadozó Moldva és Erdély ellen is.

## Közel-keleti és földközi-tengeri hadjáratok

A lepantói ütközet

Szelim hidzsázi és jemeni expedíciói már sikeresebben alakultak, emellett 1571-ben Szelim elfoglalta Ciprust – ahonnan kedvenc bora származott – és Tuniszt is. A kis győzelmeket azonban nagy vérveszteség követte. 1571. október 7-én Szelim hajóhada a lepantói csatában súlyos vereséget szenvedett a Don Juan de Austria, II. Fülöp spanyol király hadvezére által vezetett flottától. A csata, mely során az egyesült spanyol, velencei és pápai hajóhad vereséget mért a török flottára, a Földközi-tengeri török hódítás feltartóztatásaként értelmezhető. A győzelmet azonban hosszú távon nem sikerült kiaknázni, Miksa távol tartotta magát az első nemzetközi törökellenes szövetségtől.
A lepantói ütközet után a török flottát mindössze hat hónap alatt újraépítették (ekkor 150 gályából és nyolc háromárbócos hadigályából állt). Bár a tapasztalt tengerészeket nem sikerült pótolni, az oszmánok megőrizte uralmukat a Földközi-tenger keleti medencéjében, és 1574 augusztusában Tuniszt is visszafoglalták az azt 1572-ben elfoglaló spanyoloktól. Szokoli Mehmed előkészítette a támadást Velence ellen is, de számításait keresztülhúzta a szultán halála. II. Szelim ötvenévesen, nyolc esztendei uralkodás után hunyt el. Utóda kedvenc feleségétől, Nurbanu szultánától született fia, III. Murád lett.

## Építkezései
Szelim uralkodása alatt számos nagyszabású állami építkezés folyt. Büyükçekmece városkában befejeztette az apja által kezdeményezett, Szinán által tervezett, ma is álló hidat. Ő építtette az edirnei Szelim-mecsetet, építkezett Mekkában, Ciprus elfoglalása után pedig a nicosiai és famagustai katedrálisokat alakíttatta át dzsámivá. Felmérette a Szuezi-csatorna megépítésének lehetőségét is az indiai muszlimok megsegítésére gondolva, de az előkészítő munkálatok hamarosan félbemaradtak.

## Családja

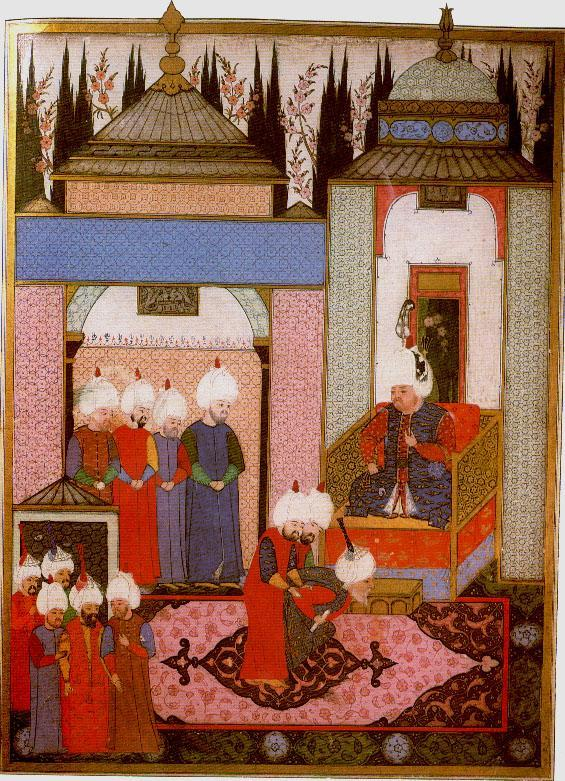
II. Szelim fogadja a szafavida nagykövetet az edirnei palotában, 1567-ben.

II. Szelim uralkodása alatt nővére, Mihrimah szultána volt Topkapi vezetője, mivel anyjuk, Hürrem szultána 1558-ban meghalt. Mihrimah túlélte öccsét, és III. Murád uralkodásának első éveiben is ő töltötte be ezt a pozíciót.
Szelim felesége, Nurbanu szultána valószínűleg egy velencei nemes törvénytelen lánya volt. Tőle született utóda, III. Murád, valamint három lánya. Nurbanu a szultán kedvenceként (haszeki szultána) napi 1000 aspert kapott, míg az alacsonyabb rangú ágyasok közül azok, akik hercegnek adtak életet, napi 40 asperben részesültek. Esküvői ajándékként Szelim 110 000 dukátot adott Nurbanunak — többe, mint amennyit apja adott Hürrem szultánának (100 000 dukát). Leslie Peirce szerint Szelimnek négy másik ágyasától is születtek fiai.
Fiai
- III. Murád oszmán szultán (Manisa, 1546 – Isztambul, 1595), Nurbanu szultána fia
- Abdullah herceg (Manisa, 1548 – 1574. december 22-én kivégezték)
- Mehmed (1571 – 1572)
- Musztafa herceg (1573 – 1574. december 22-én kivégezték)
- Oszmán herceg (1573 – 1574. december 22-én kivégezték)
- Dzsahángir herceg (1574 – 1574. december 22-én kivégezték)
- Szulejmán herceg (1571 – 1574. december 22-én kivégezték; anyja ezután öngyilkosságot követett el)

Lányai
- Eszmehán szultána (Manisa, 1544 körül – Isztambul, 1585), Nurbanu szultána lánya
- Gevherhan szultána (Manisa, 1544 körül – Isztambul, 1585 vagy 1621)
- Şah szultána (Manisa, 1544 körül – Isztambul, 1580) Nurbanu szultána lánya
- Fatma szultána (Konya, 1559 – Isztambul, 1580)
- Ayse szultána

## Személyisége

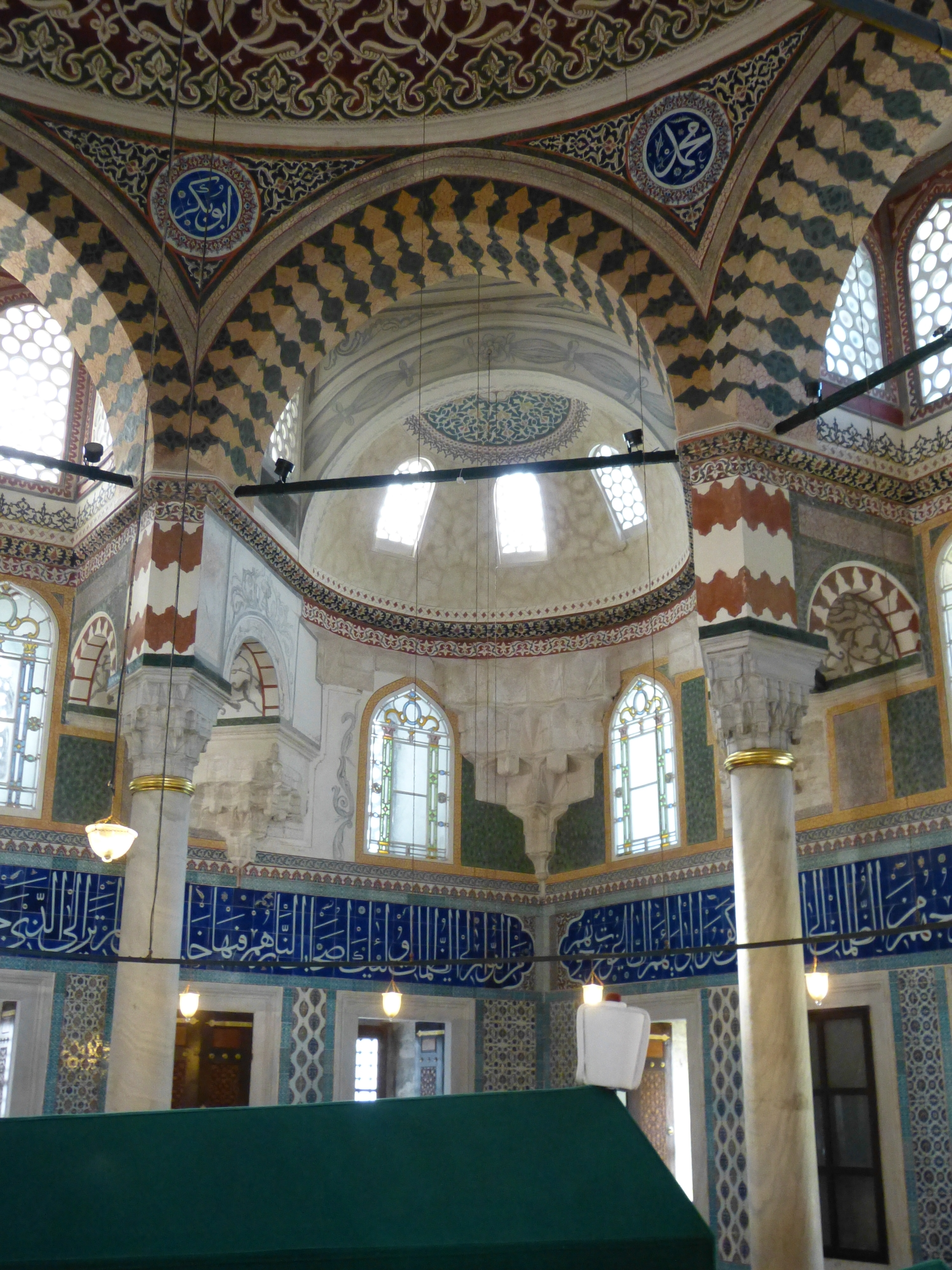
Szelim sírja

II. Szelimet gyenge kezű uralkodónak tartják, aki inkább a dorbézolással törődött, mintsem a kormányzással, a nép azonban kedvelte nagylelkűségéért. Gondoskodott Mahidevran hatunról, a kivégzett első trónörökös, Musztafa anyjáról, aki Szulejmán utolsó éveiben szegénységben élt; emellett megépítette Musztafa sírját is. Az általa kiadott parancsokból látszik, hogy könnyíteni akart a Mekkába tartó zarándokokon és segítette azokat a muszlimokat, akik elnyomó hódítók uralma alatt éltek.
Dorbézoló természetének megfelelően az Iszákos (más fordításban: Korhely) melléknevet kapta. Halála is méltó volt életéhez: 1574. december 12-én részegen elcsúszott a szultáni palota fürdőjében, és súlyos fejsérülésébe néhány nap múlva belehalt.

„…..mivel az átkozott portugálok mindenhol ott vannak az Indiával szembeni ellenségeskedésüknek köszönhetően, és az utakat, melyeken a muszlimok eljuthatnak szent helyeikre, elzárják, emellett pedig nem jogszerű, hogy az iszlám népe nyomorult hitetlenek hatalma alatt éljen (…) gyűjtsétek össze a legjobb építészeket és mérnököket azon a helyen, vizsgálják ki a Mediterráneum és a Vörös-tenger közti vidéket, és jelentsék, hol lehetséges csatornát építeni azon a sivatagi helyen, milyen hosszú lenne és hány hajó tudna elhaladni rajta egymás mellett.”

## források
- ↑ Schmidt: ↑ Frank Tibor: Schmidt Anikó: Ciprus a célkeresztben. In  Frank Tibor (szerk): Az Oszmán Birodalom diadala és bukása: Magyar kutatók tanulmányai az oszmán-török történelemről. Budapest: Gondolat. 2022.   113. o. = Magyar kutatók az egyetemes történelemről,  ISBN 978 963 556 236 7